# Cubana tortriciformis
Cubana tortriciformis är en insektsart som beskrevs av Frederick Arthur Godfrey Muir 1924. Cubana tortriciformis ingår i släktet Cubana och familjen kilstritar. Inga underarter finns listade i Catalogue of Life.